# Vachon (compagnie)
Pour les articles homonymes, voir Vachon.
Vachon est une boulangerie du Québec, Canada, spécialisée dans la fabrication des petits gâteaux emballés individuellement. Elle compte dans son catalogue les classiques Jos Louis, May West et Ah Caramel!.
Fondée à Sainte-Marie en Beauce en 1923, elle demeure sous le contrôle de la famille Vachon pendant une cinquantaine d'années, avant d'être transigée à Desjardins, Saputo, puis au Bimbo. Icône de la culture populaire québécoise, la compagnie est l'un des symboles de l'entrepreneuriat beauceron. 

## Histoires

### Démarrage et production artisanale

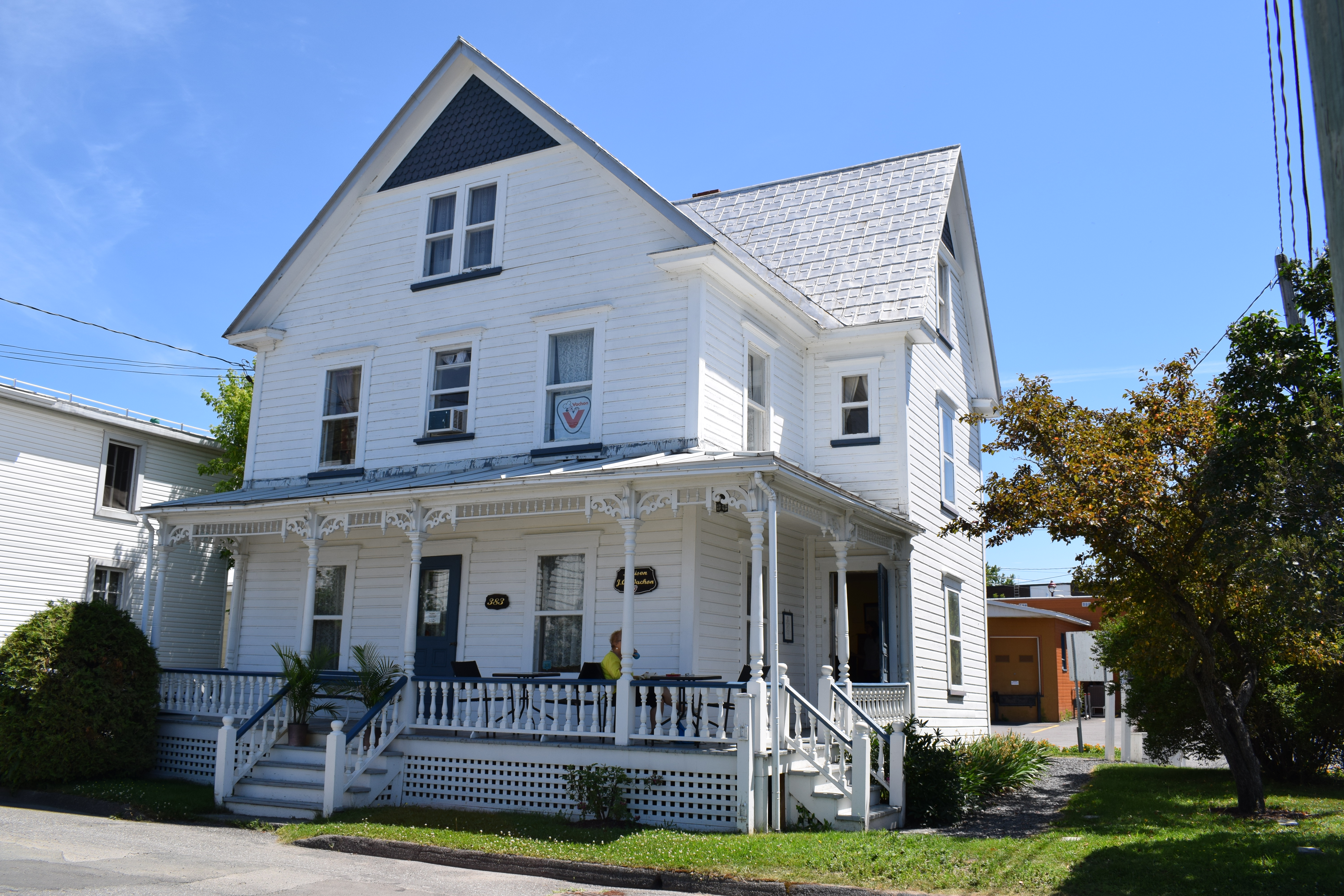
Maison de J.-A.Vachon et Rose-Anna Giroux et première boulangerie Vachon.

Vachon est fondé par Joseph-Arcade Vachon et Rose-Anna Giroux. Le couple originaire de Saint-Patrice-de-Beaurivage, est poussé à quitter la ferme familiale : sa production ne suffit plus à nourrir la famille. Le 4 octobre 1923, après avoir fait plusieurs offres refusées dans diverses municipalités avoisinantes, comme Sainte-Agathe-de-Lotbinière, le couple rachète la maison et la boulangerie d'Armoza Fecteau, veuve de Cléophas Leblond, à Sainte-Marie-de-Beauce.  Le couple Vachon et Giroux veut assurer un revenu supplémentaire à la famille, et permettre aux enfants de travailler ― voire favoriser le retour des enfants Amédée, Joseph et Louis, exilés aux États-Unis pour trouver du travail. La fondation de la boulangerie Vachon constitue l'un des jalons de la naissance du mythe de la «Beauce industrieuse », qui freine l'exode rural des Canadiens français dans les villes industrielles de la Nouvelle-Angleterre.
L'organisation du travail se fait naturellement. Un peu avant l'acquisition par ses parents de la boulangerie, Rédempteur Vachon, l'aîné des garçons, apprend la boulange auprès de la veuve Leblond. Rose-Anna s'occupe de la gestion et de la comptabilité.  Joseph-Arcade, probablement analphabète, s'occupe plutôt de la livraison et de la mise en marché. La boulange occupe trois jours par semaine, tandis que la distribution et la vente à Sainte-Marie et dans les villages environnants des 600 pains produits hebdomadairement occupent trois autres jours. 
La marge de profit dégagée des activités est insuffisante pour rembourser la dette hypothécaire contractée auprès de la veuve Leblond. Afin d'engranger des profits additionnels, la boulangerie diversifie la production : brioches, croquignoles, beignes, tartes faits main par Rose-Anna sont vendus de porte-à-porte par Simone, l'une des enfants. Pendant cette période, Rédempteur quitte la boulangerie, tandis qu'Amédée et Louis reviennent des États-Unis et s’intègrent à l'entreprise. En plus des pâtisseries confectionnées par Rose-Anne, la boulangerie se met à la distribution de biscuits produits à Montréal. L'entreprise se dote d'équipement industriel et embauche son premier pâtissier. L'augmentation de la capacité de production permet d'étendre le réseau de distribution.

### Grande dépression et mécanisation

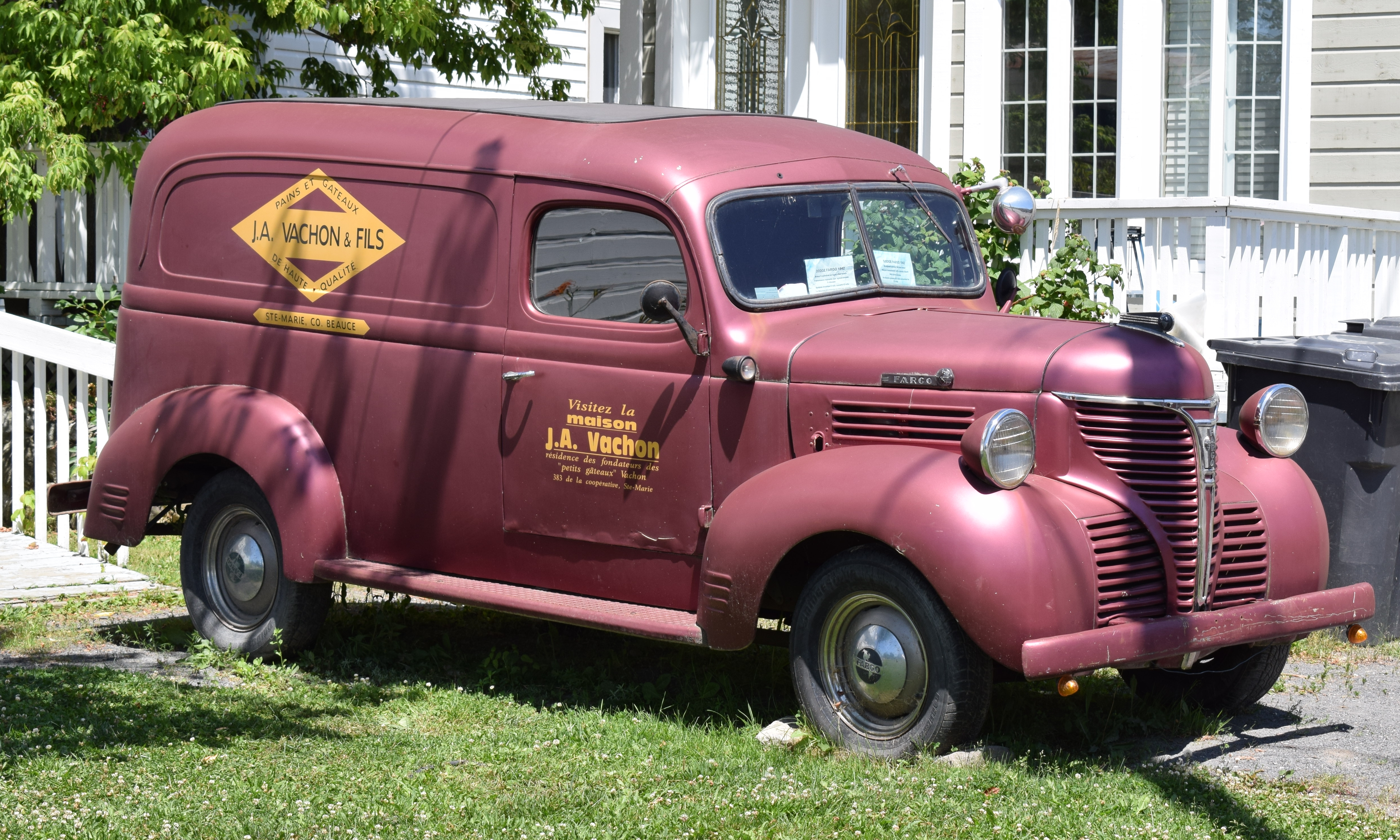
Ancien camion de livraison.

La Grande dépression entraîne la fermeture d'usines aux États-Unis. Joseph Vachon, qui y travaillait, revient s'installer auprès de sa famille emportant avec lui une expertise en génie industriel. Il travaille à la mise en marché et à la vente de produits dans la région du Bas-Saint-Laurent au cours de la décennie 1930. Ses frères et sœurs sont presque tous affairés à la boulangerie-pâtisserie familiale : Louis s'occupe quant à lui de la région du lac Saint-Jean, Simone s'occupe de la gestion des ressources humaines, Paul devient pâtissier et invente le Jos Louis et Benoît est d'abord boulanger avant de remplacer sa mère à l'administration et la comptabilité. L'atelier artisanal est agrandi en 1932, puis de nouveau en 1934. En 1936, la famille Vachon fait l'acquisition de l'usine et de la chaîne de montage de la Diamond Shoe, un manufacturier de souliers, fermé en raison de la crise économique. Joseph et Paul, formé en tant qu'électricien, convertissent les machines de la Diamond Shoe pour la transformation alimentaire. En 1938, Louis quitte l'entreprise et Joseph-Arcade meurt.

### Diversification des activités
Lors de la Seconde Guerre mondiale, l'approvisionnement en intrants est plus difficile. La compagnie doit avoir recours à la fraude de tickets de rationnement et à la livraison de sacs de sucre à des prête-noms dans la périphérie mariveraine, que les employés doivent récupérer la nuit. Malgré une inculpation des dirigeants de l'entreprise d'avoir détourné des rations destinées à des familles, Vachon décroche un contrat d'approvisionnement avec l'Armée canadienne, et distribue maintenant ses produits à travers le Canada. Le chiffre d'affaires quintuple pendant la guerre. Au terme de celle-ci, Rose-Anna quitte l'entreprise et meurt en 1948.
En 1948, une nouvelle usine est construite et des machines sont achetées d'une pâtisserie new yorkaise en faillite. La compagnie Diamant est fondée en 1950 par Vachon, afin de produire confitures et caramel pour l'usine, puis pour la vente au détail. Une quinzaine d'années plus tard, la compagnie Les Œufs Vachon, fonctionnant sur le même principe, est fondée.
En 1950, l'usine Vachon est agrandie afin d'accueillir une nouvelle ligne de production et un laboratoire. L'usine est modernisée en 1957 afin d'accueillir un procédé robotique. Amédée meurt en 1955, et ses parts reviennent à sa veuve, Émériza Savoie. Une partie du contrôle de la compagnie échappe désormais à la fratrie Vachon. 
En 1966, une nouvelle usine est inaugurée; Vachon est alors la plus grande pâtisserie du Canada; la production de pains est réduite à une fraction marginale des activités de la compagnie. Joseph meurt l'année suivante et son frère Paul assure la présidence de la compagnie. 

### Vente à Desjardins et acquisitions de concurrents
Vachon achète en 1968 un de ses concurrents de la région montréalaise, la biscuiterie Lido. Dans la lignée d'autres mouvements ouvriers de la Révolution tranquille, les travailleurs de l'usine Vachon se syndicalisent en 1966 et paralysent la production d'une grève en 1969. La famille Vachon, qui se sent trahie par ses travailleurs, cherche à se défaire de l'entreprise. L'américaine Beatrice Foods se montre intéressée par Vachon, mais le premier ministre Jean-Jacques Bertrand lui en bloque l'achat. C'est le Mouvement coopératif Desjardins qui achète en 1970 83% des parts de l'entreprise,. Le nom de la maison-mère est changé pour Culinar en 1977.
Les décennies 1970 et 1980 sont marquées par des acquisitions qui consolideront la mainmise de Vachon sur le marché des desserts au Québec et dans l'est de l'Amérique du Nord. Vachon achète la pâtisserie Vaillancourt et la boulangerie Diana en 1972, puis Pain Simard en 1973, pour finalement se départir de toutes ses activités de boulangerie en 1976. Les acquisitions continuent de se multiplier : Flamingo Pastries en 1978, Stuart et son gâteau May West, de même qu'Orchard Mill Farms en 1979, puis Imasco en 1983. Imasco, qui possédait jusqu'alors la biscuiterie Viau produisant le Whippet, est également un manufacturier de craquelins, bouillons, soupes et huiles. L'année suivante, l'américaine Drake Bakeries (en) intègre le giron de Vachon, et celle-ci complète un cycle de deux décennies d'acquisitions par l'achat de Granny's Country Oven Bakery en 1987.
L'usine de Sainte-Marie est modifiée en 1986 afin de pouvoir y fabriquer des produits congelés vendus l'été. 

### Démantèlement de Culinar et postérité
Alors que perdure une crise économique qui prend racine dans l'hyperinflation des décennies 1970 et 1980, les grèves se multiplient dans les usines de Culinar. Confitures Vachon est vendu à J.M. Smucker en 1993. Entre-temps, la même année, la maison du couple Giroux-Vachon est transformée en un centre d'interprétation et une exposition permanente est mise en place.

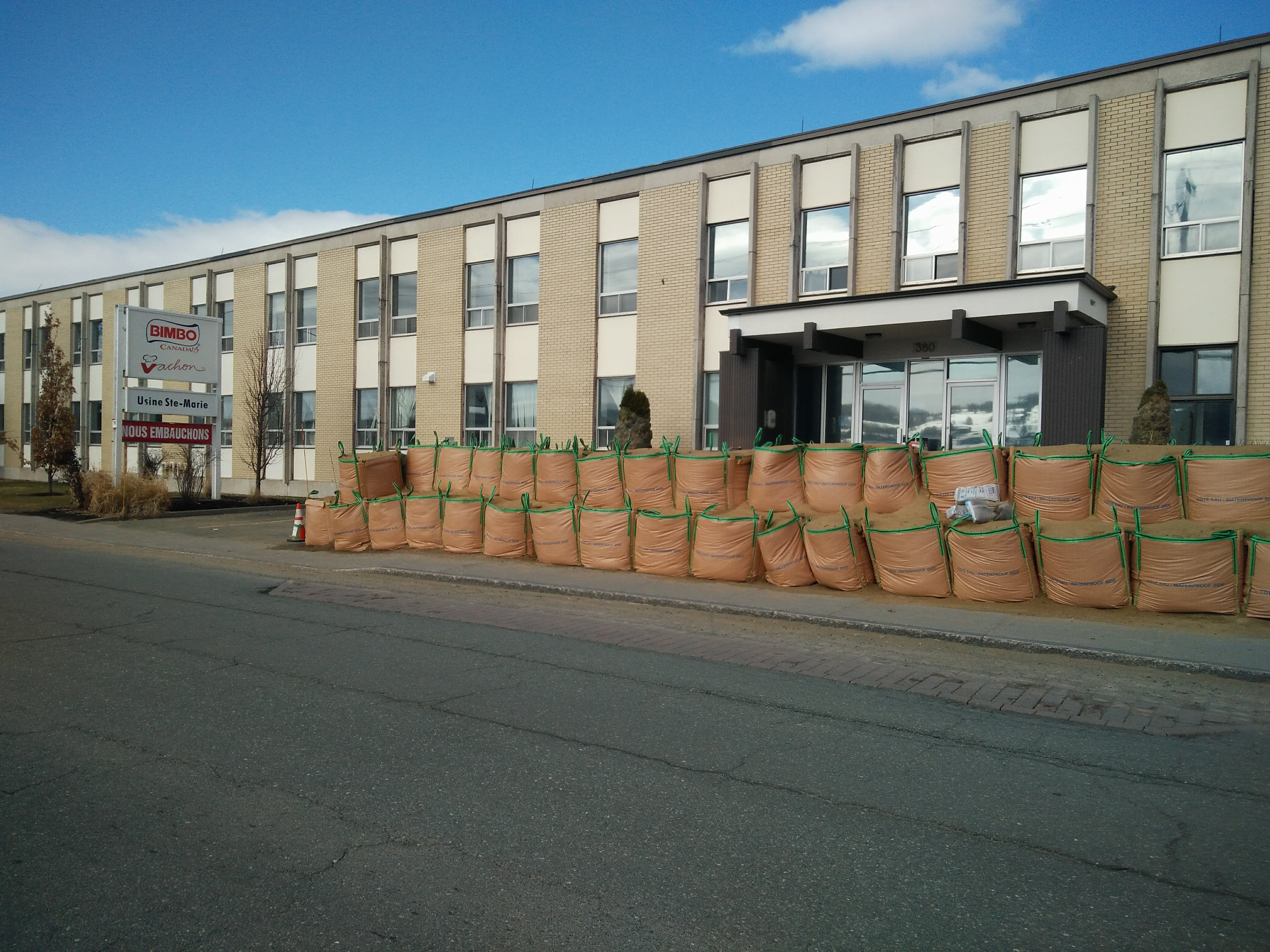
L'usine de Sainte-Marie doit être protégée de la crue printanière de la rivière Chaudière.

Sous la menace d'une vente à l'américaine Interstate Bakeries (en) ― le fabricant des Twinkies qui a racheté Drake Bakeries entre-temps ― , Desjardins et la Société générale de financement vendent au géant du fromage Saputo en 1999. La famille Vachon se départ alors de ce qui lui reste. Saputo tente de diversifier les produits de sa nouvelle filiale en introduisant une ligne de produits santé destinés aux enfants, les collations Hop & Go.
En 2014, Saputo annonce la vente de sa division boulangerie à Boulangerie Canada Bread, Limitée (en), une filiale du géant mexicain de l'alimentation Grupo Bimbo, pour la somme de 120 000 000 $.
L'usine de Saint-Marie est inondée par les crues printanières historiques de 2019, qui causent des dégâts et l'obligent à cesser sa production durant plusieurs semaines. 

## Des petits gâteaux de Vachon

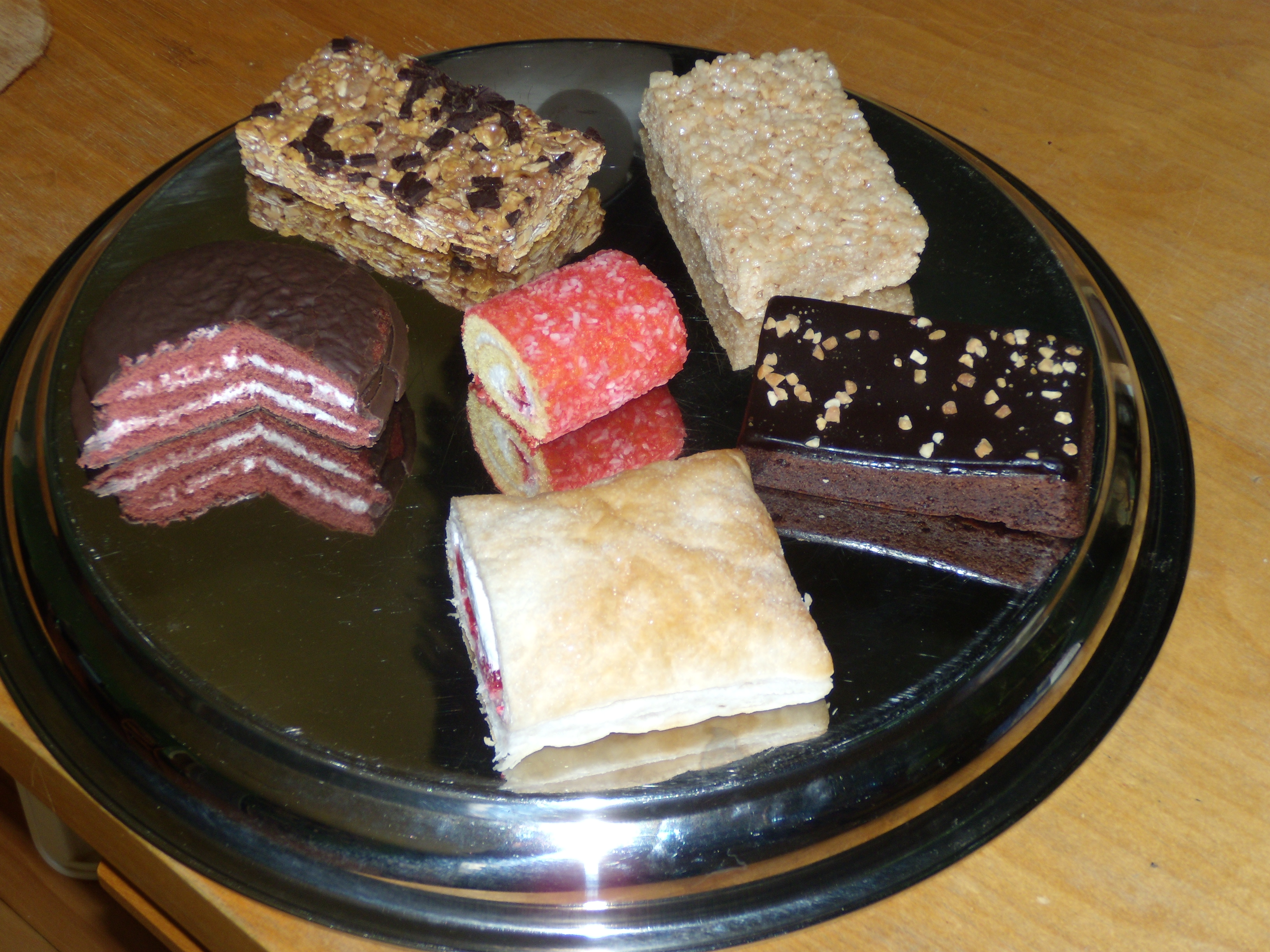
De haut en bas, de gauche à droite : Hop & Go original, Crispy Snack vanille, Super Jos. Louis, Billot à la gelée, Brownies avec arachides et Passion Flaky framboises.
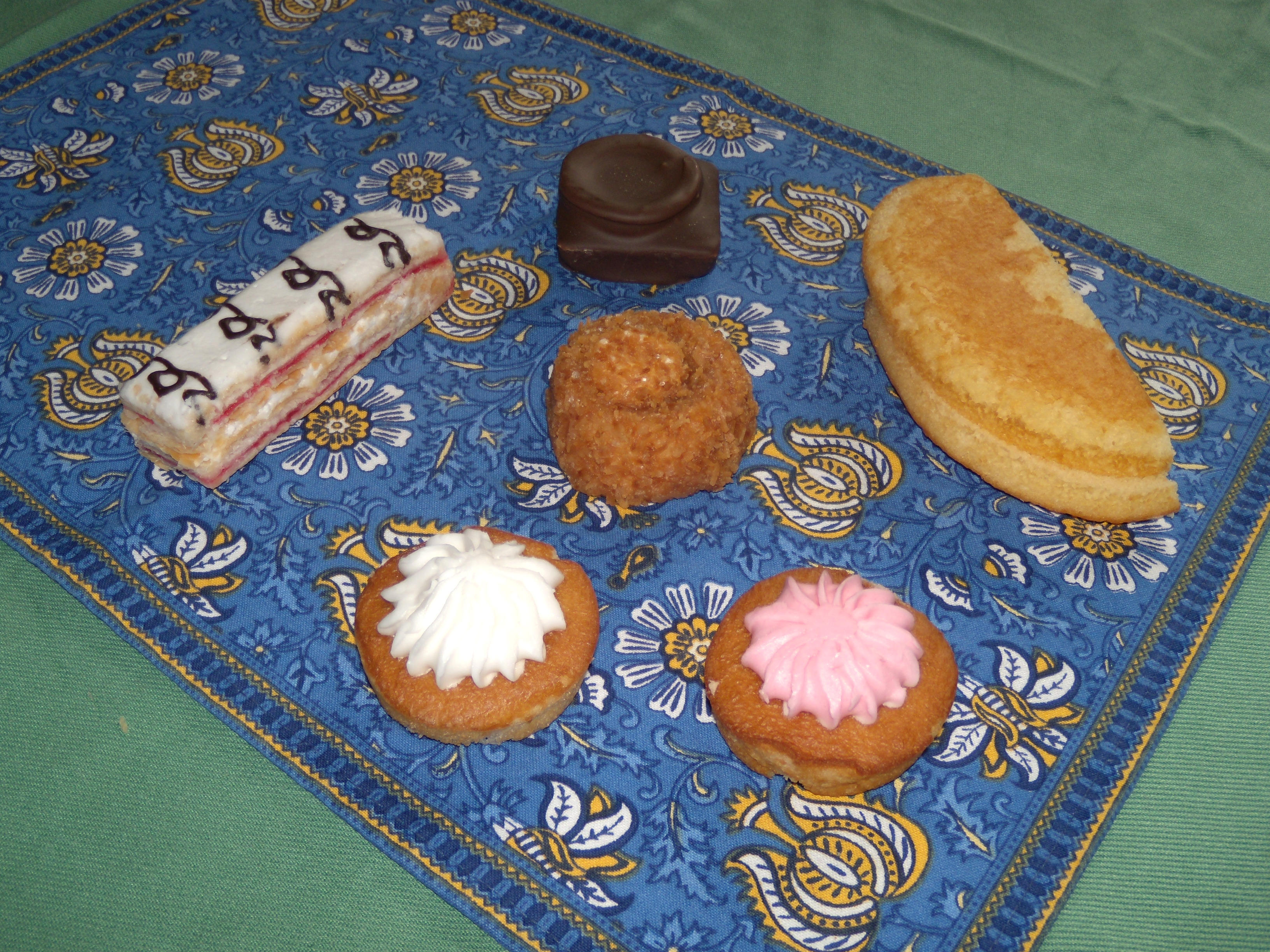
De haut en bas, de gauche à droite : Ah Caramel ! L'original, Milles Feuilles, Miami, 1/2 Lune vanille, Rosette vanille et Rosette fraise.